# Miroslav Ondříček

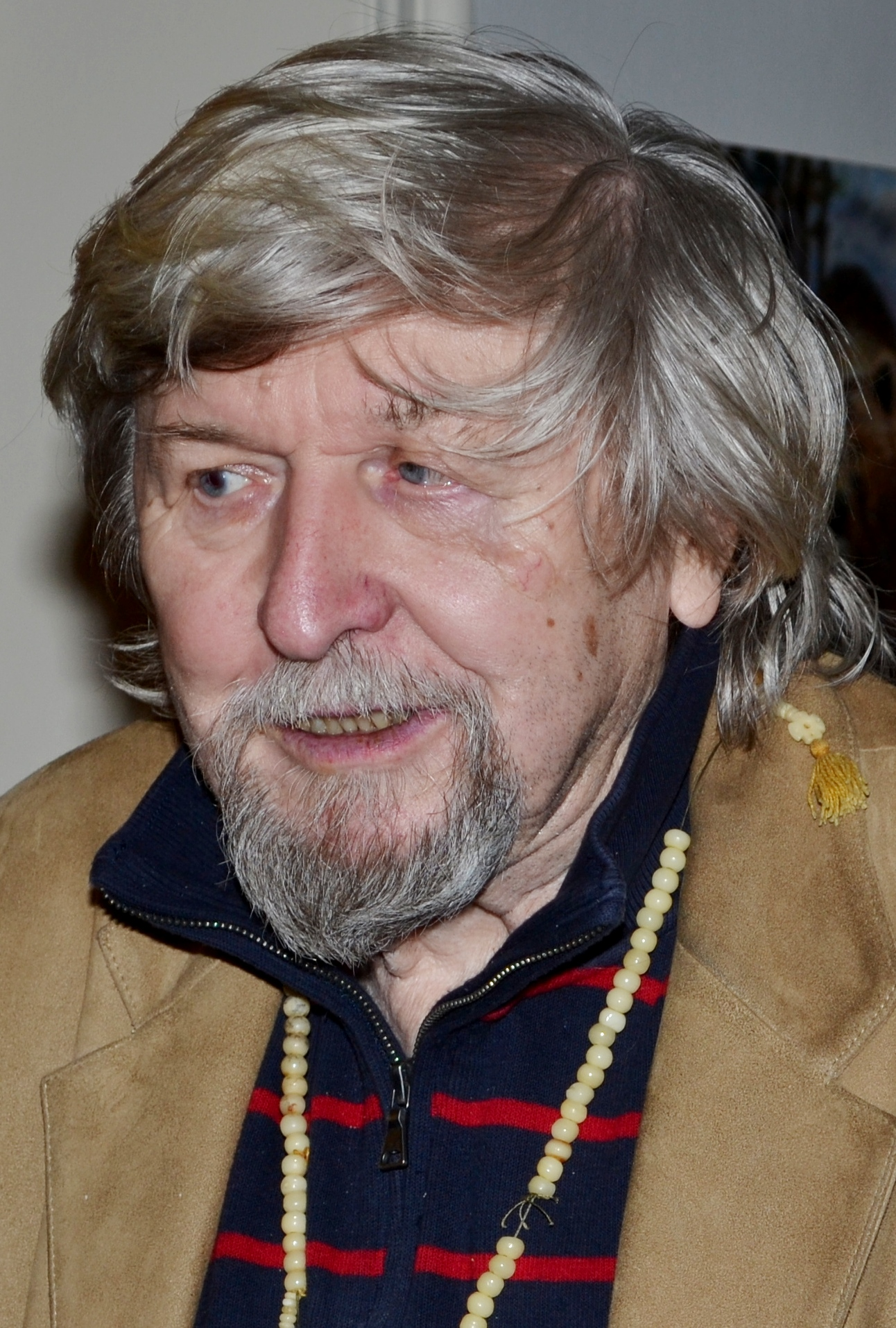
Miroslav Ondříček 2013.

Namnteckning

Miroslav Ondříček, född 4 november 1934 i Prag i dåvarande Tjeckoslovakien, död 28 mars 2015 i Prag i Tjeckien, var en tjeckisk filmfotograf, som filmade över 40 olika filmer, däribland If.... (1968), Ragtime (1981) och Amadeus (1984). Han Oscarnominerades för sitt arbete med Ragtime och Amadeus.

## Filmografi i urval
- 1965 – En blondins kärleksaffär
- 1967 – Det brinner, min sköna
- 1968 – If....
- 1971 – Taking Off
- 1972 – Slakthus 5
- 1973 – O Lucky Man!
- 1979 – Hair
- 1981 – Ragtime
- 1982 – Garp och hans värld
- 1983 – Silkwood
- 1984 – Amadeus
- 1985 – Heaven Help Us
- 1986 – F/X - Dödlig effekt
- 1988 – Livet på landet
- 1989 – Valmont
- 1990 – Uppvaknanden
- 1992 – Tjejligan
- 1996 – Preacher's Wife
- 2001 – Pojkarna i mitt liv